# Hada santacrucensis
Hada santacrucensis är en fjärilsart som beskrevs av Köhler 1959. Hada santacrucensis ingår i släktet Hada och familjen nattflyn. Inga underarter finns listade i Catalogue of Life.